# Hannah Scott
Hannah Scott (Coleraine, 18 de junio de 1999) es una deportista británica que compite en remo.
Participó en dos Juegos Olímpicos de Verano, obteniendo una medalla de oro en París 2024, en la prueba de cuatro scull, y el séptimo lugar en Tokio 2020, en la misma prueba.
Ganó una medalla de oro en el Campeonato Mundial de Remo de 2023 y tres medallas en el Campeonato Europeo de Remo entre los años 2021 y 2024.

## Palmarés internacional
| Juegos Olímpicos   | Juegos Olímpicos  | Juegos Olímpicos  | Juegos Olímpicos |
| Año                | Lugar             | Medalla           | Prueba           |
| ------------------ | ----------------- | ----------------- | ---------------- |
| 2024               | París (Francia)   | Medalla de oro    | Cuatro scull     |
| Campeonato Mundial |                   |                   |                  |
| Año                | Lugar             | Medalla           | Prueba           |
| 2023               | Belgrado (Serbia) | Medalla de oro    | Cuatro scull     |
| Campeonato Europeo |                   |                   |                  |
| Año                | Lugar             | Medalla           | Prueba           |
| 2021               | Varese (Italia)   | Medalla de plata  | Cuatro scull     |
| 2023               | Bled (Eslovenia)  | Medalla de bronce | Cuatro scull     |
| 2024               | Szeged (Hungría)  | Medalla de oro    | Cuatro scull     |